# Miłuki (powiat mrągowski)
Miłuki (niem. Millucken) – osada w Polsce położona w województwie warmińsko-mazurskim, w powiecie mrągowskim, w gminie Sorkwity.
W latach 1975–1998 miejscowość administracyjnie należała do województwa olsztyńskiego.